# 2297 Daghestan
A 2297 Daghestan (ideiglenes jelöléssel 1978 RE) a Naprendszer kisbolygóövében található aszteroida. Nyikolaj Sztyepanovics Csernih fedezte fel 1978. szeptember 1-én.